# Nattens Madrigal – Aatte Hymne til Ulven i Manden
Nattens Madrigal – Aatte Hymne til Ulven i Manden ("Madrigal noći - Osam himni vukovima u čovjeku") treći je studijski album norveškog sastava Ulver. Diskografska kuća Century Media Records objavila ga je 3. ožujka 1997. Konceptualni je album o vukovima, noći, mjesecu i tamnoj strani čovječanstva.

## Pozadina
Nattens Madrigal treći je i posljednji album u Ulverovoj trilogiji black metala. Odlikuje se abrazivnim stilom black metala sličnim onom na albumu Bergtatt, napuštanjem akustičnih i atmosferskih elemenata i niskom kvalitetom zvuka. Opisan je "sirovim i mračnim black metalom na najcrnjoj razini".
Urbana legenda u vezi s albumom jest da je skupina potrošila budžet za snimanje na Armanijeva odijela, kokain i Corvette, a da je album snimila na otvorenom u norveškoj šumi na gramofonu s osam pjesama. Pjevač Kristoffer Rygg izjavio je da to nije istina i da je vjerojatno riječ o glasini koju je proširio Century Media.
Metal Injection navodi da "Kveldsanger ne sadrži elektroničke instrumente, Nattens Madrigal ne sadrži akustična glazbala, ali Bergtatt sadrži i akustične i elektroničke instrumente; kao da su elemente iz Bergtatta pretočili u dva odvojena albuma. Ako je to slučaj, Nattens Madrigal stvarno pokazuje black metal-snagu sastava. Album točno objašnjava zašto su ljudi bili toliko ljuti zbog Ulverova prelaska s black metala i zašto su ljudi i danas ogorčeni zbog njegova glazbenog stila".

## Popis pjesama
Tekstovi: Garm, glazba: Garm i Haavard.
| 1.    | »I«    | 6:16 |
| 2.    | »II«   | 6:21 |
| 3.    | »III«  | 4:48 |
| 4.    | »IV«   | 5:21 |
| 5.    | »V«    | 5:14 |
| 6.    | »VI«   | 5:48 |
| 7.    | »VII«  | 5:32 |
| 8.    | »VIII« | 4:38 |
| 43:58 |        |      |

## Recenzije
Steve Huey sa sajta AllMusic tvrdi da bit albuma leži u njegovoj "čistoj zvučnoj snazi", što John Chedsey sa sajta Satan Stole My Teddybear smatra neugodnim. Međutim, Chedsey je izjavio da se pjesme odlikuju inventivnim "tour de forceom" ekstremnog black metala.
Deathmetal.org, naprotiv, tvrdi da se Nattens Madrigal može pohvaliti "zamamljivo uglađenim pristupom" estetici black metala, ali da je "klasični ripoff Darkthronea", tj. da pokušava napraviti kompetentan, ali neoriginalan proizvod koji bi bio prihvaćen u glavnoj struji; istaknuo je njegovu srodnost s prethodnim stilovima popularne glazbe.
Godine 2009. IGN je uvrstio Nattens Madrigal na svoju ljestvicu "10 velikih black metal-albuma".

## Zasluge
| Ulver - AiwariklaR – bubnjevi - Garm – vokal - Aismal – gitara - Haavard – gitara - Skoll – bas-gitara | Ostalo osoblje - Anders G. Offenberg Jr. – miks - Helge Sten – miks - Audun Strype – mastering - Tania Stene – naslovnica albuma, fotografije |